# アントワーヌ・ド・ファヴレイ
アントワーヌ・ド・ファヴレイ（Antoine de Favray、1706年9月8日 - 1798年2月9日）はフランス生まれの画家で、オスマン帝国や聖ヨハネ騎士団が支配するマルタで肖像画などを描いた。

## 生涯
フランス北部、現在のセーヌ＝サン＝ドニ県のバニョレで生まれた。若い時代のことは知られていない。1738年にに在ローマ・フランス・アカデミーの校長に任じられた画家のジャン＝フランソワ・ド・トロワに従ってローマに移ってきたトロワの弟子の一人であった。1739年にフランスに帰国した学生、フロンティエール (Jean-Charles Frontier)が住んでいた在ローマ・フランス・アカデミーの部屋を与えられ、ラファエロ・サンティの大作『ボルゴの火災』やグエルチーノ、ティツィアーノ・ヴェチェッリオの作品の模写をした。
1744年にマルタを訪れ、1751年に聖ヨハネ騎士団に入会し、マルタの貴族の肖像画や修道院の装飾画を描くなどしていたが、スキャンダルでマルタを離れ、1762年にコンスタンティノープルに移った。コンスタンティノープルではフランスのトルコ大使ヴェルジャンヌ伯爵(Charles Gravier, comte de Vergennes)に気に入られ、トルコに9年間滞在した。ヴェルジャンヌ伯爵の家族の肖像画やトルコの風物を描いた。
再びマルタに戻り、92歳で亡くなるまでマルタで、画家、役人としても働いた。

## 作品

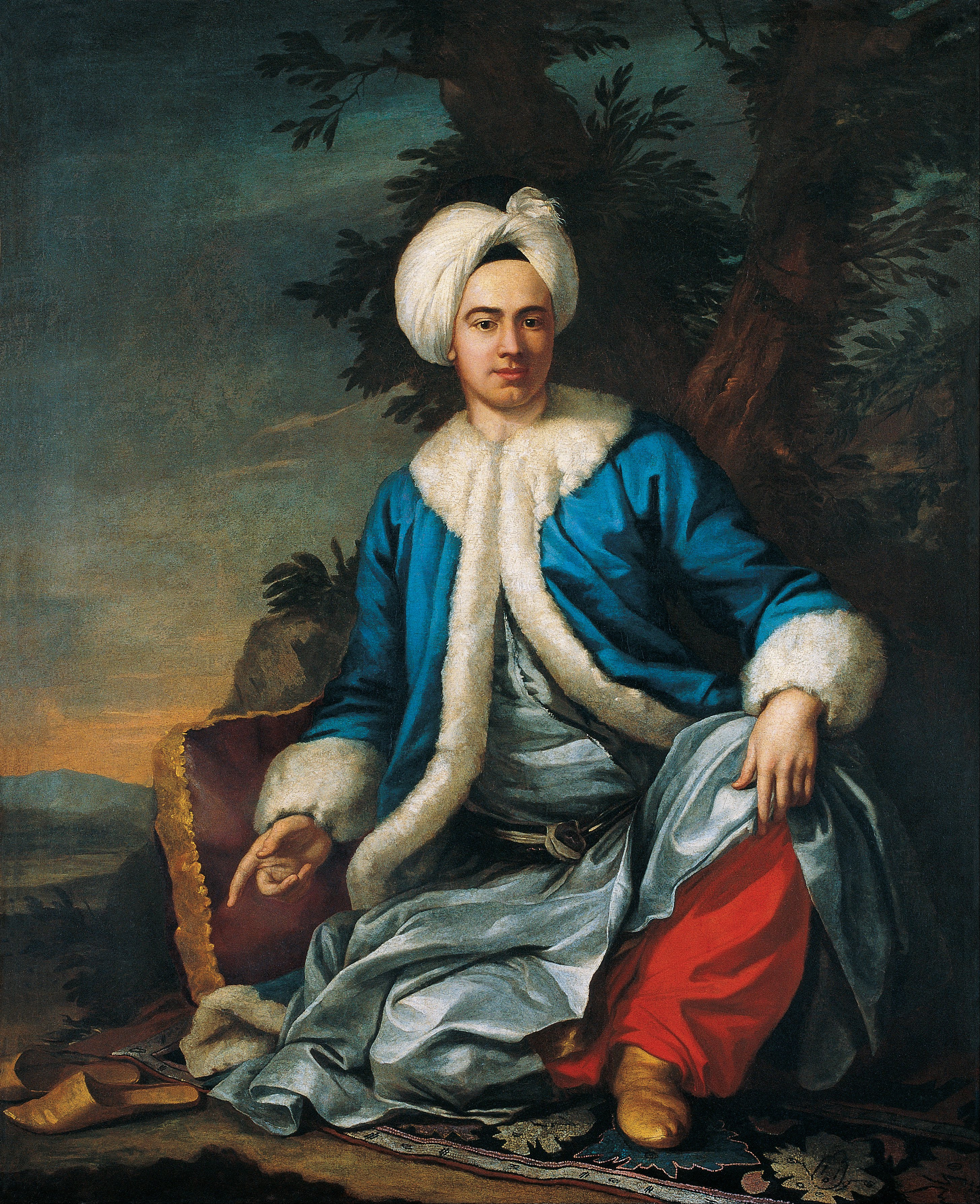
トルコ衣装を着たヨーロッパ人
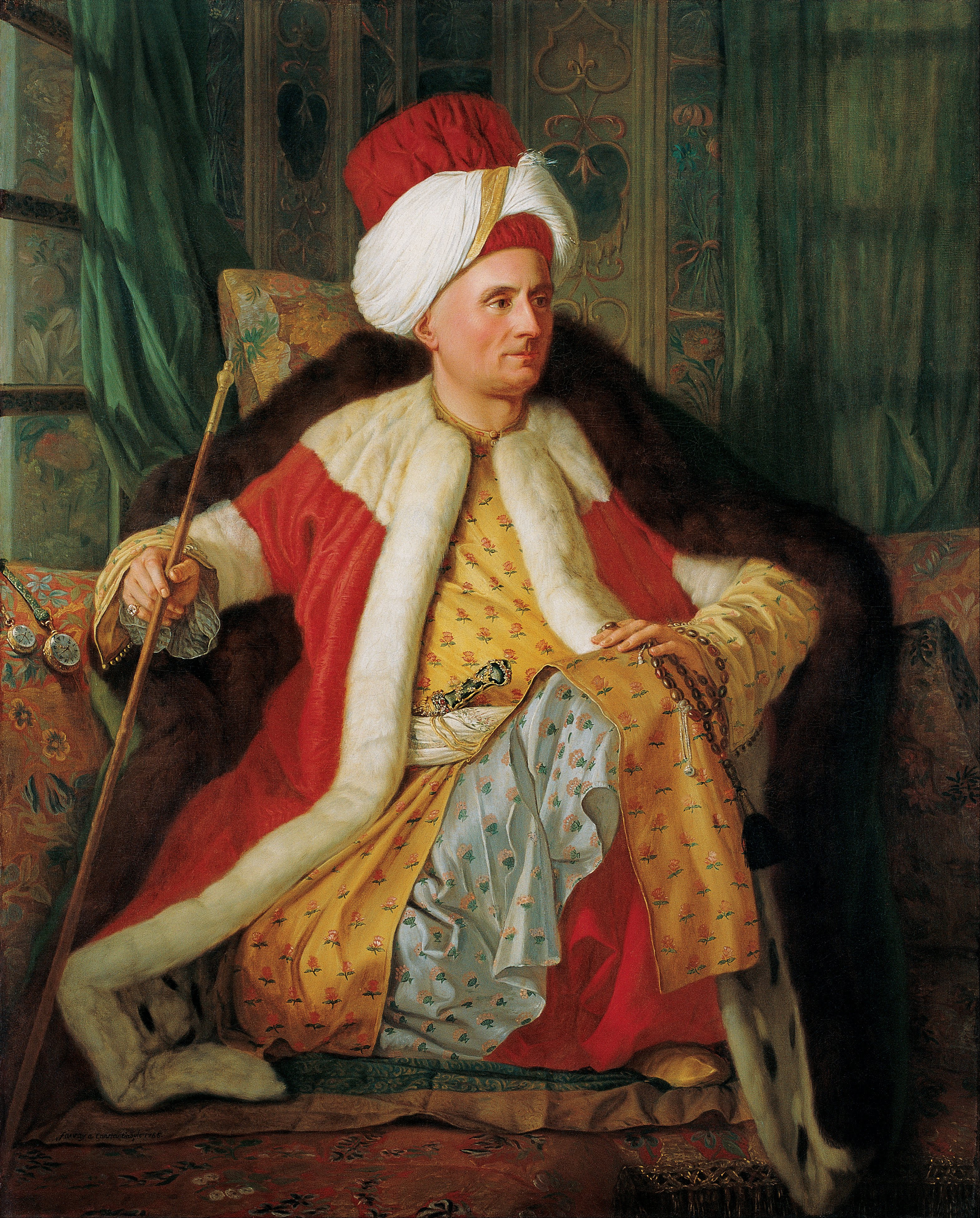
トルコ衣装を着たヴェルジャンヌ伯爵
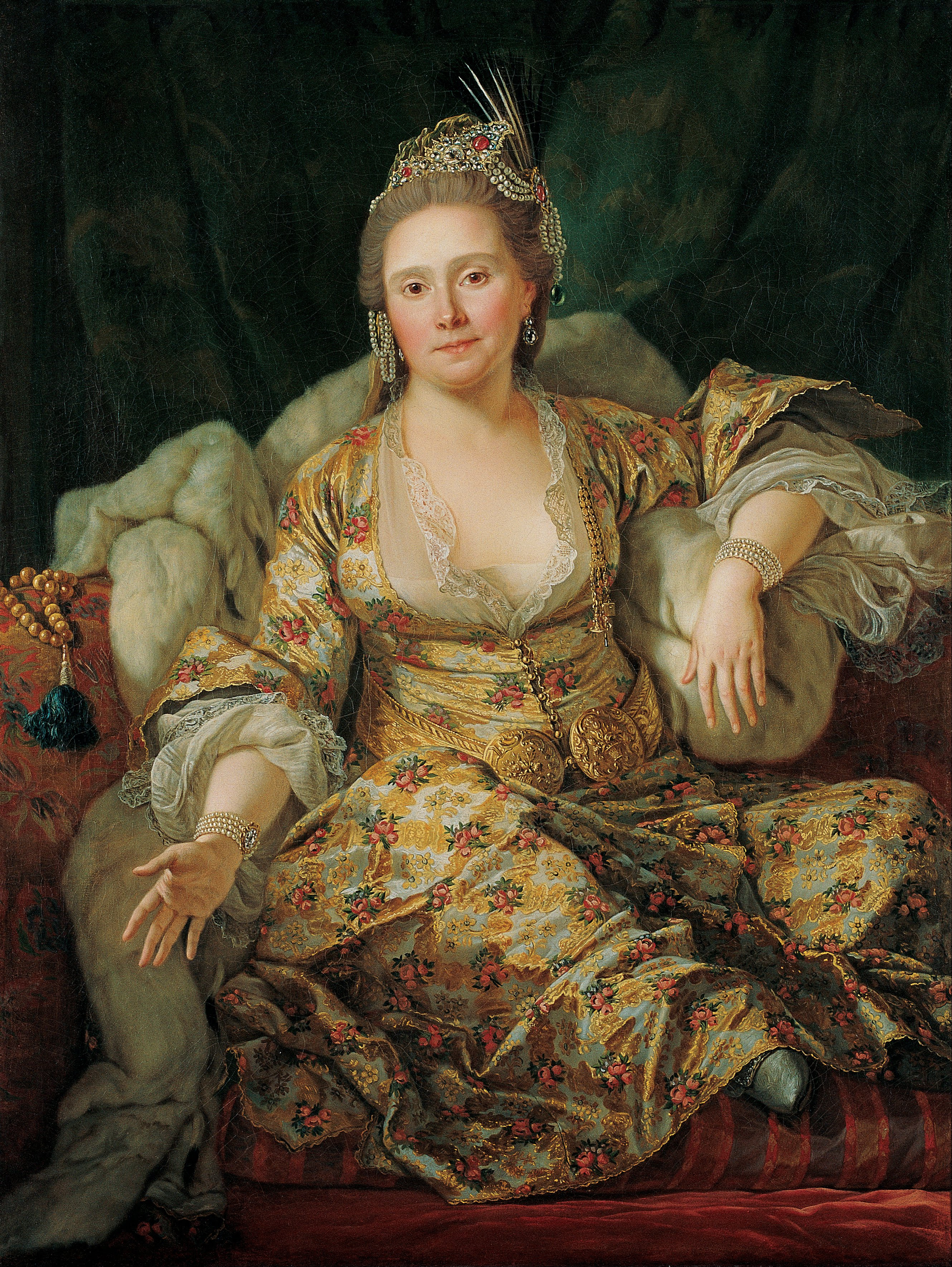
ヴェルジャンヌ伯爵夫人
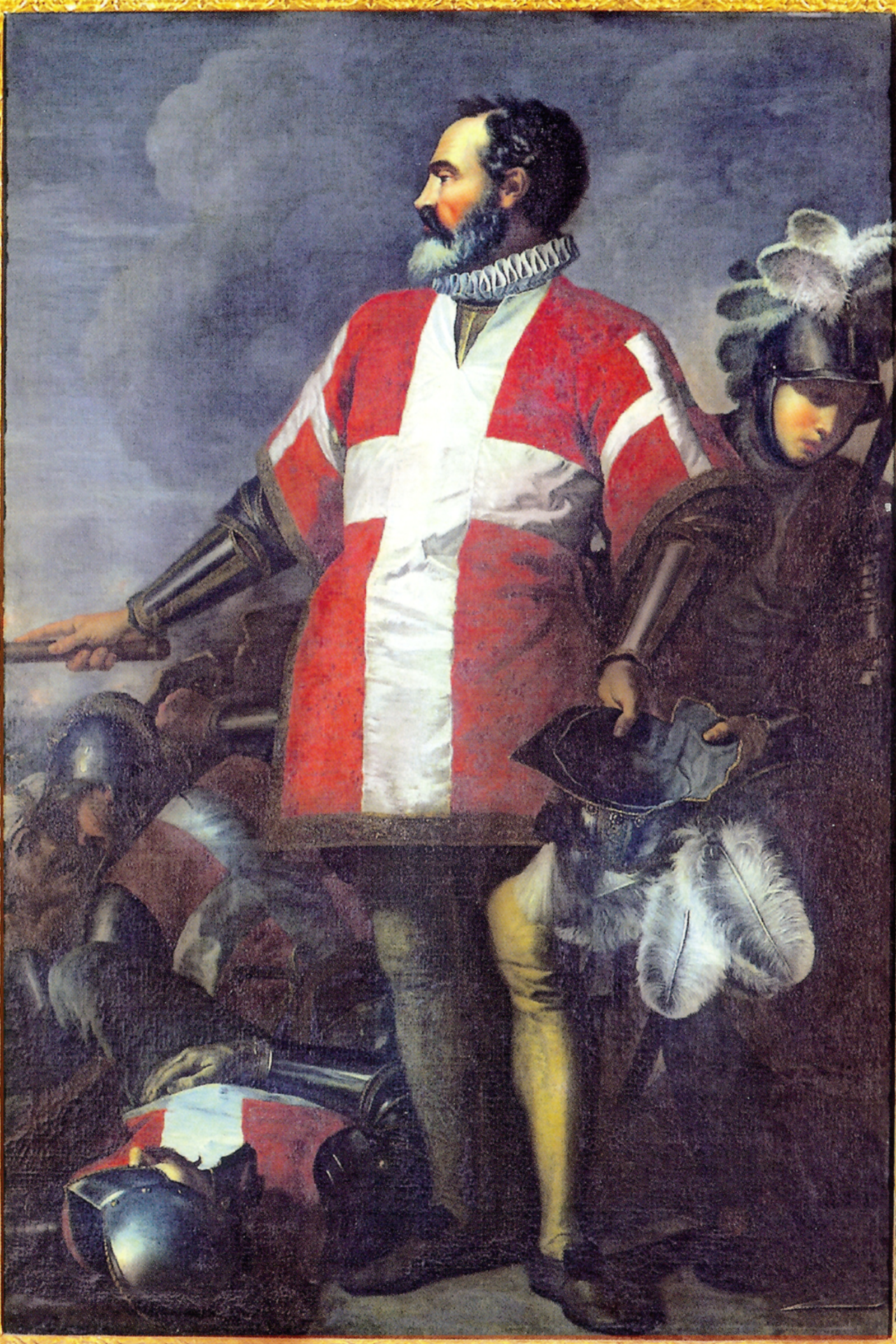
ジャン・ド・ヴァレット

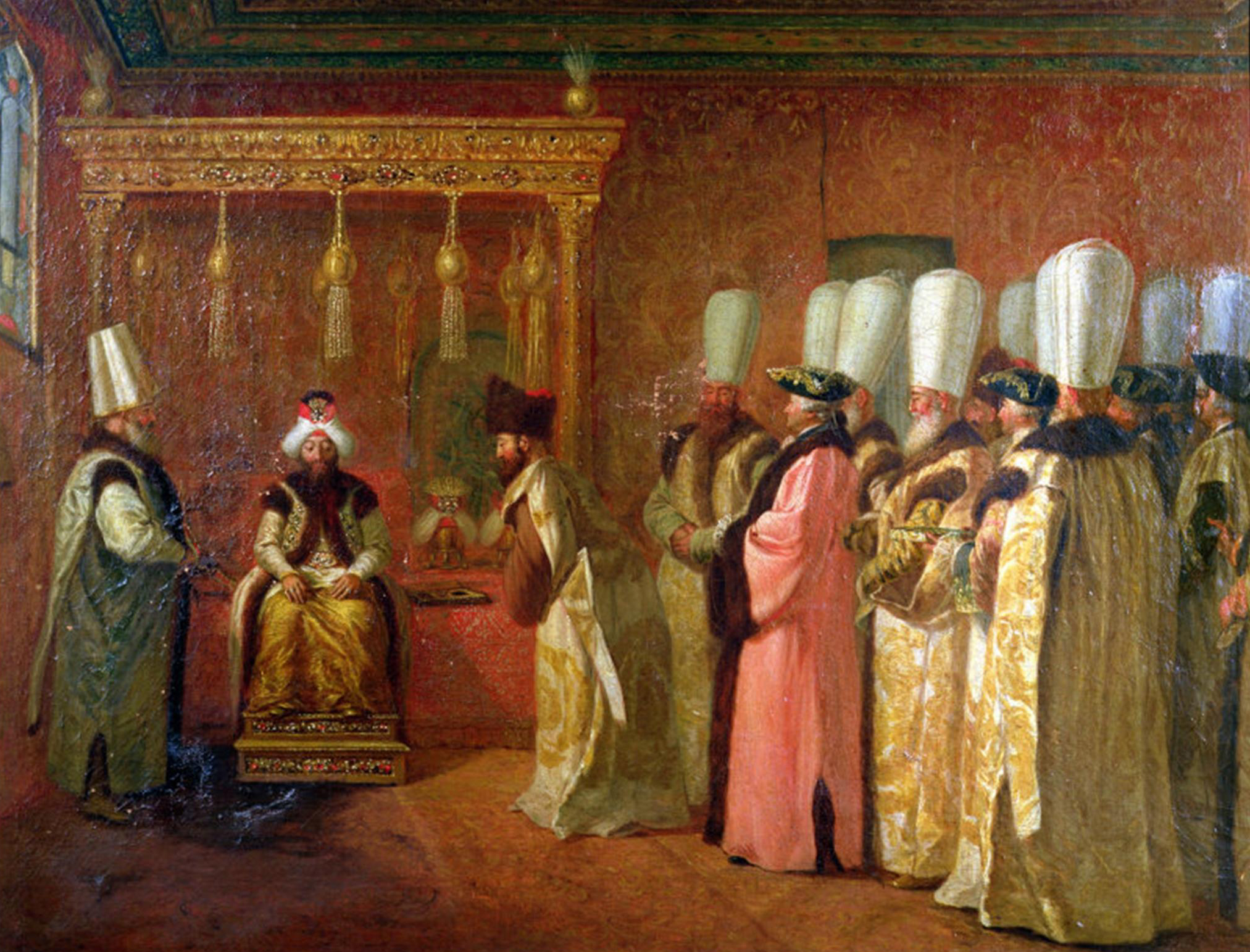
オスマン3世と会見するヴェルジャンヌ伯爵
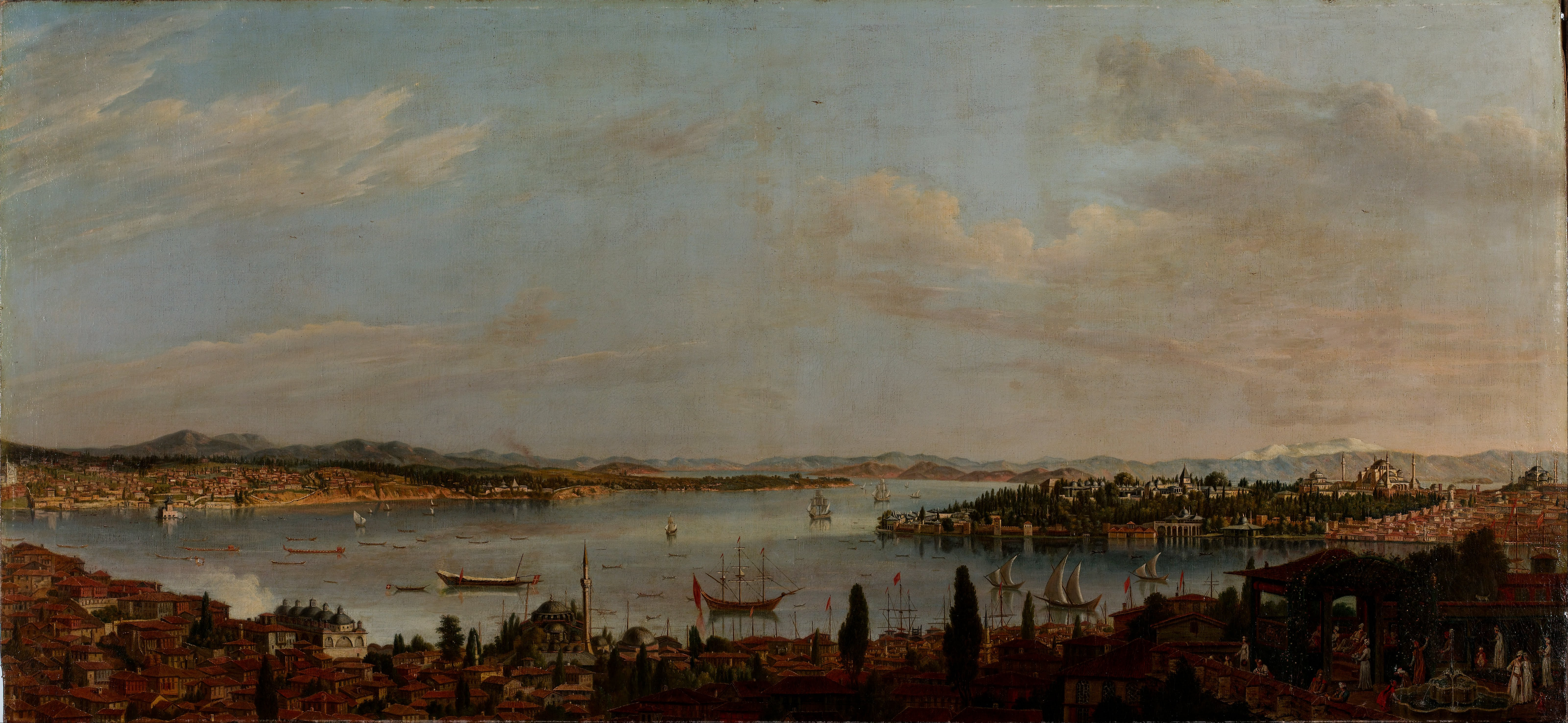
イスタンブールの風景
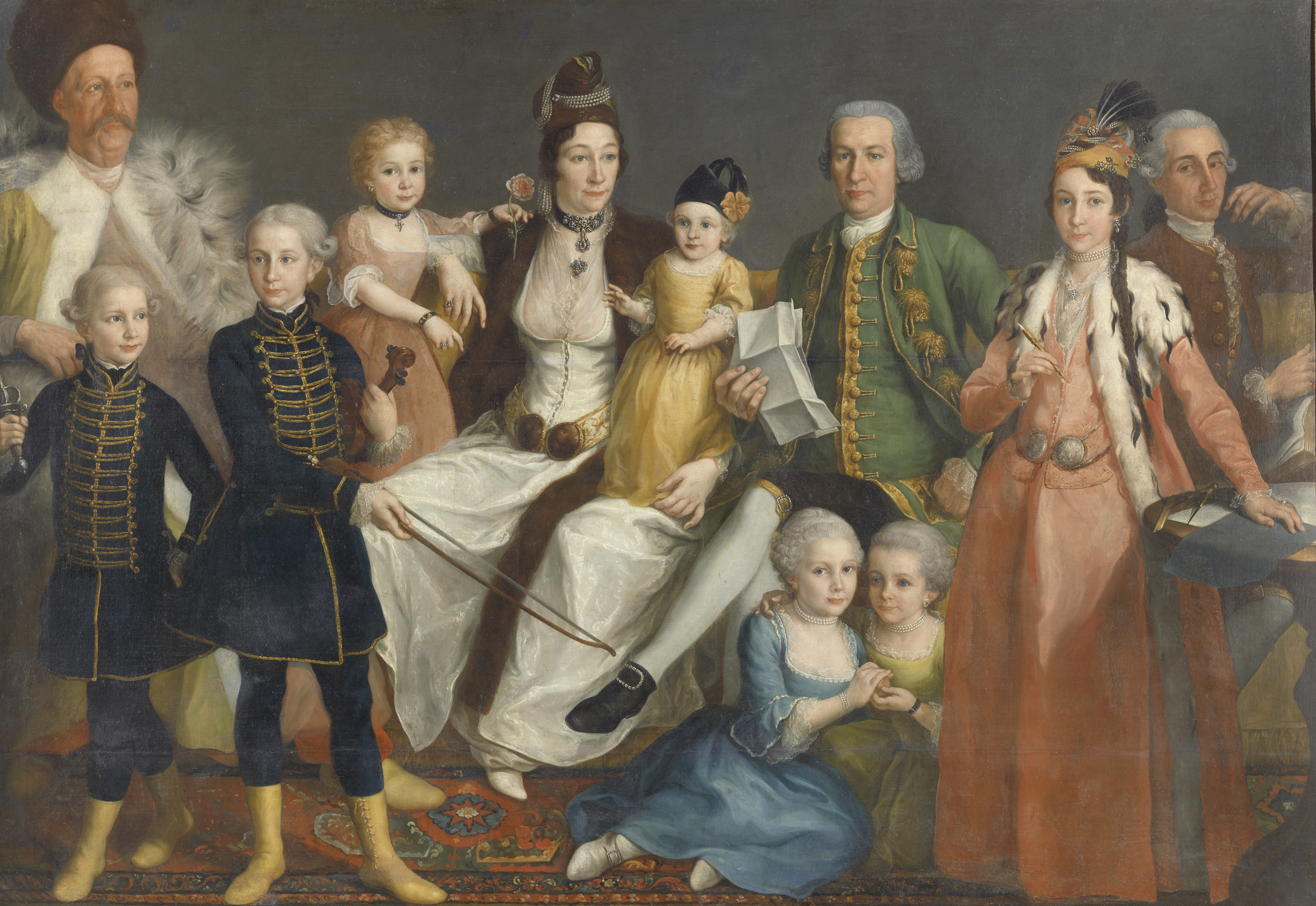